# Maria Himmelfahrt (Mölten)

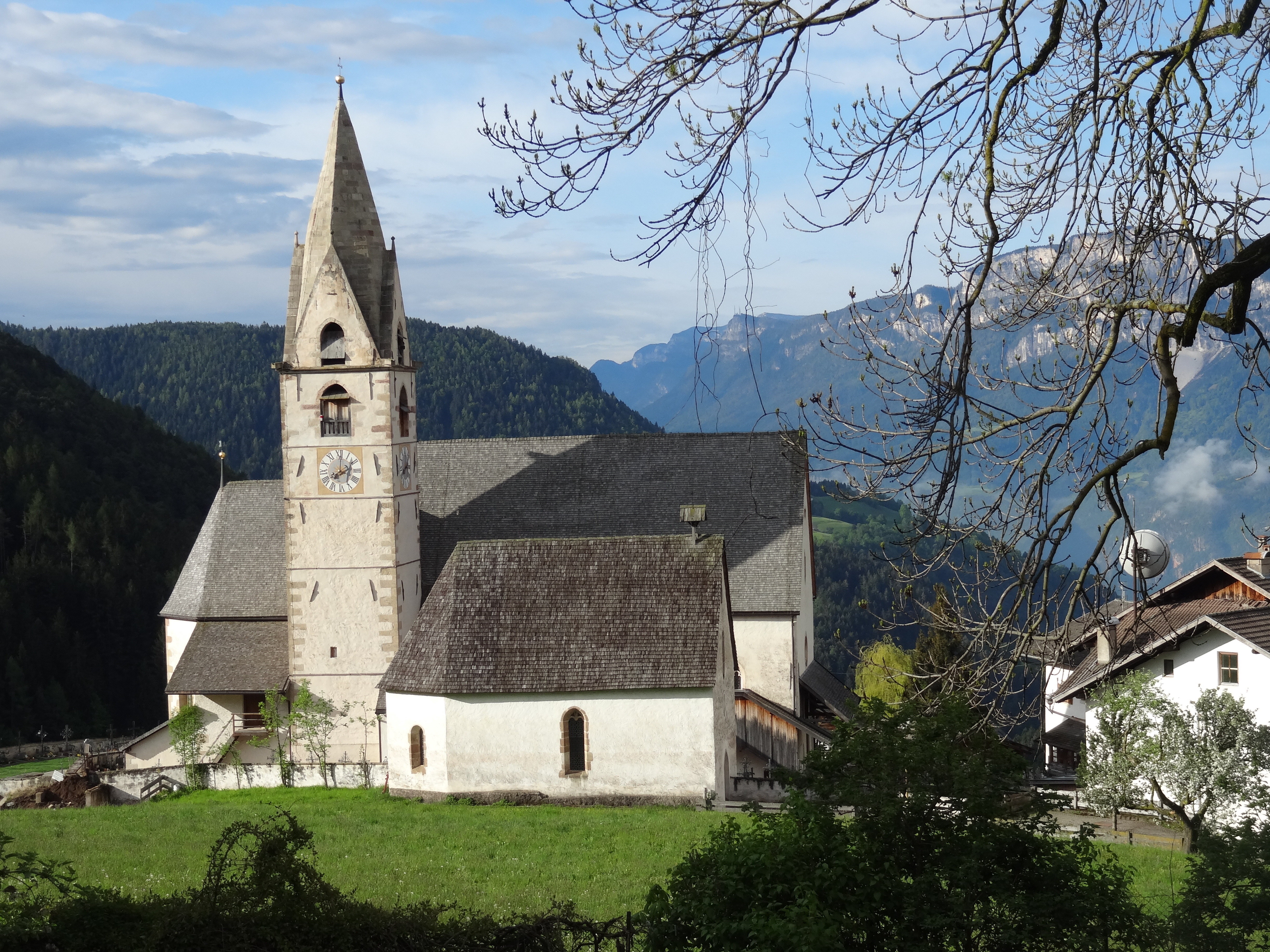
Außenansicht der Pfarrkirche Maria Himmelfahrt, im Vordergrund die Kapelle St. Anna am Friedhof

Die römisch-katholische Pfarrkirche Maria Himmelfahrt in Mölten, einer Ortschaft in Südtirol auf dem Höhenzug Tschögglberg, ist ein im Kern romanischer oder frühgotischer Bau, der im Laufe der Jahrhunderte mehrfach verändert wurde.

## Geschichte

### Pfarrgeschichte
Die erste urkundliche Erwähnung der Pfarre Mölten datiert auf das 13. Jahrhundert. Im Jahr 1242 kam diese nämlich als Schenkung des Trienter Fürstbischofs Alderich an das dortige Domkapitel, das im Gegenzug die seelsorgerliche Betreuung durch einen Vikar zusicherte. Anfang des 16. Jahrhunderts erfolgte die Zusammenlegung mit der Pfarre Terlan; 1538 ist Mölten gar nur noch als Filiale von Terlan erwähnt. Erst in den Pestjahren um 1636 hielt sich wieder dauerhaft ein Pfarrer in Mölten auf; deren erster war ein gewisser Nikolaus de Pretis. Daher wurde 1642 der Widum errichtet und 1651 die Pfarrkirche vergrößert. Im Jahr 1704 erhielt die Seelsorgestelle Vöran vom Bischof von Trient eine gewisse Eigenständigkeit gegenüber der Mutterpfarre Mölten. Im Jahr 1932 wurde Mölten gar Sitz eines Dekanates, welches die Pfarreien Vöran, Flaas, Jenesien und Afing umfasste. Heute ist die Pfarre Mölten dem Dekanat Terlan-Mölten mit Sitz in Terlan zugeordnet.

### Baugeschichte
Die Geschichte der Pfarrkirche Mölten mit dem Patrozinium Maria Himmelfahrt geht mindestens bis ins 13. Jahrhundert zurück. Damals dürfte in dem Ort eine romanische Kirche bestanden haben. Die ältesten Teile der Bausubstanz der heutigen Pfarrkirche, die im Mauerwerk des Langhauses zu suchen sind, sind romanisch oder frühgotisch und gehen zumindest bis ins 14. Jahrhundert zurück. Gegen Ende des 15. Jahrhunderts wurde der zweijochige, dreiseitig geschlossene Chor im spätgotischen Stil errichtet. Als Beginn der Arbeiten kommt eine Ablassverleihung im Jahr 1482 in Frage; die Fertigstellung dürfte 1489 gewesen sein, als der damalige Hochaltar geweiht wurde. Außerdem ist diese Jahreszahl auf einem Werkstein im Chor zu finden. Bereits 1484 war ein spätgotischer Seitenaltar geweiht worden. Die Einwölbung des Langhauses wurde um 1530 von Arbeitern aus dem Gebiet des Comer Sees vorgenommen. Das Gewölbe erweckt bereits eher den Eindruck einer Tonnenwölbung; zudem erfüllen die sternförmig angeordneten Rippen keinerlei tragende Funktion. Daher steht diese Arbeit bereits am Übergang von der Spätgotik zur Renaissance.
Der Turm, der an der Nordseite des Langhauses angebaut ist und bis zum vorletzten Absatz romanisches oder frühgotisches Mauerwerk aufweist, wurde bei der spätgotischen Umgestaltung erhöht und erhielt 1671 seinen achtseitigen, steinernen Spitzhelm über vier Dreiecksgiebeln. In dem Turm befindet sich noch heute eine Glocke von 1686, welche sogar die größte des Möltner Geläuts ist. Sie wurde von Thomas Zwölfer aus Bozen gegossen und trägt die Initialen des amtierenden Pfarrers, des Kooperators und eines einflussreichen Stifters. Im Jahr 1651, also während der Barockzeit, wurde unter Pfarrer Nikolaus de Pretis das Langhaus nach Westen erweitert und erhielt eine barocke Fassade, die jedoch bei der Regotisierung um 1910 eine Korrektur erfuhr. Aus dieser Zeit stammen auch das spitzbogige Kirchenportal und die beiden flankierenden Fenster, die um 1910 verkleinert und dem Portal angeglichen wurden.
Die Retabel der drei heutigen Altäre sind ebenfalls neugotisch und kamen in den Jahren 1866 bis 1868 unter Pfarrer Johannes Baptist Klotzner in die Kirche. Die Entwürfe stammen von dem Bildschnitzer Josef Überacher, die Ausführung oblag dem Tischler Peter Burgi aus Lana. Mit ihnen wurden auch die Kanzel, das gesamte Kirchengestühl inklusive des Chorgestühls, die Beichtstühle, das Kommuniongitter, ein kleiner Taufstein mit hölzernem Deckel und die zwei Weihwasserbecken angeschafft. 1899 erhielt Mölten eine Orgel mit pneumatischer Traktur von dem Orgelbauer Anton Behmann aus Schwarzach in Vorarlberg. Im Zuge der Liturgiereform des Zweiten Vatikanischen Konzils wurde die Mensas des Hochaltares abgetragen und fand beim neuen Volksaltar Verwendung. Die letzte durchgreifende Renovierung der Kirche erfolgte in den Jahren 1984 und 1985.

## Ausstattung
Der neugotische Hochaltar nimmt an zentraler Position eine spätgotische Figurengruppe der Krönung Mariens durch die Heilige Dreifaltigkeit auf. Diese dürfte Anfang des 16. Jahrhunderts in Bozen entstanden sein. Sie wird flankiert von barocken Figuren der „Apostelfürsten“ Petrus (links) und Paulus (rechts). Im Gesprenge befindet sich eine Herz-Jesu-Figur, flankiert von zwei Engelsfiguren mit den Arma Christi. Die drei letztgenannten Figuren stammen von dem Bildhauer Josef Waßler aus Lana.

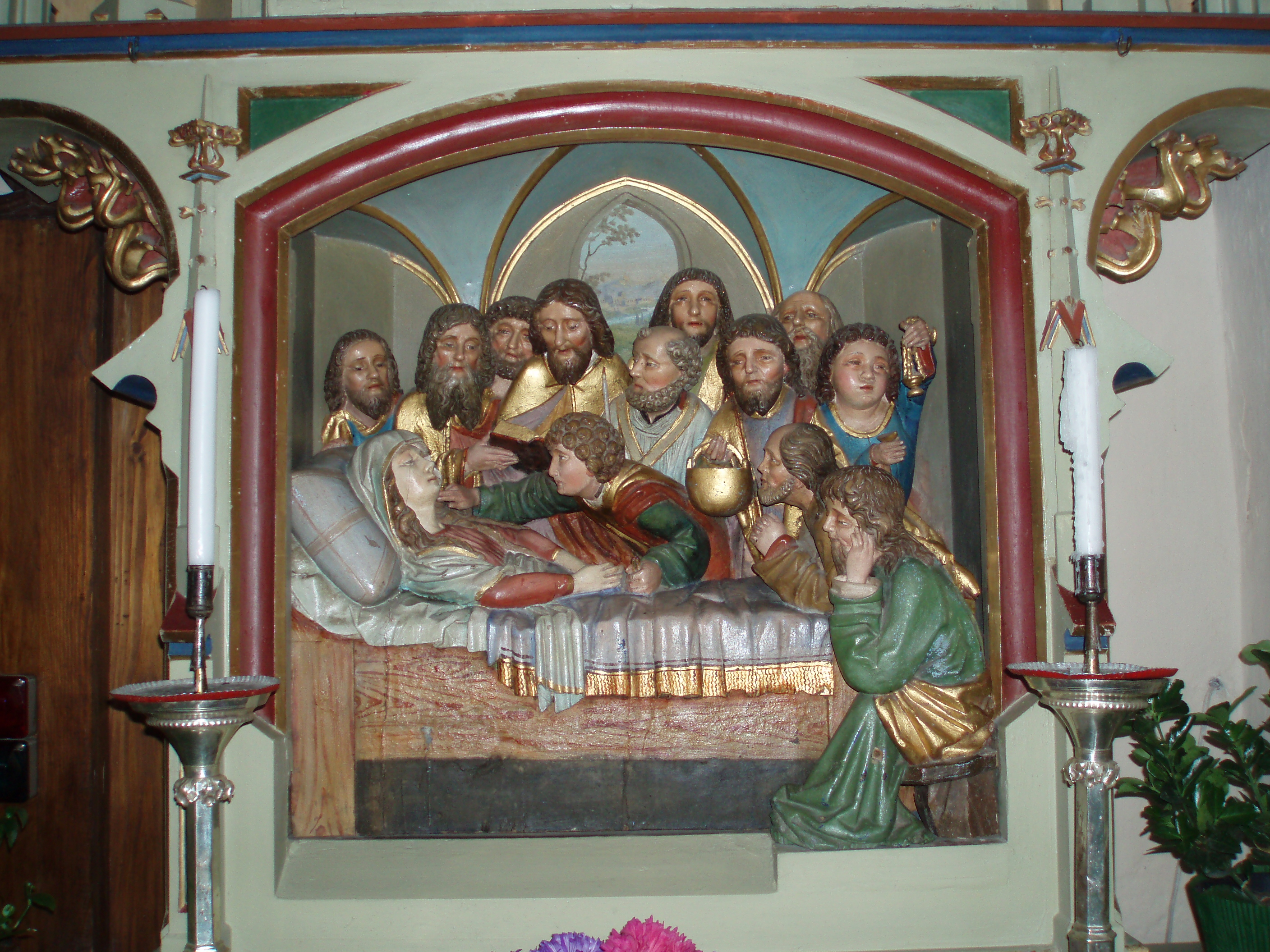
Darstellung des Marientodes am nördlichen Seitenaltar

Der nördliche (linke) Seitenaltar enthält in der Predella ein spätgotisches Schnitzrelief des Marientodes, das nicht mehr seine originale Fassung besitzt. Darüber ist eine Herz-Mariä-Statue angeordnet, flankiert von Figuren der Heiligen Stanislaus Kostka und Antonius von Padua. Letzterem war in der Barockzeit ein eigener Altar in der Möltner Kirche gewidmet. Dessen Altarblatt, eine Kopie des Gnadenbildes aus der Franziskanerkirche Kaltern, hängt heute an der Nordwand des Chores. Im Gesprenge ist eine Figur des Erzengels Michael zu sehen. Der südliche (rechte) Seitenaltar ist dem heiligen Josef gewidmet. Dessen Statue wird von Figuren der Pestpatrone Sebastian und Rochus eingerahmt. Im Auszug ist ein Engel mit Kelch und Lanze zu sehen. Am Antependium befindet sich eine Darstellung der Armen Seelen im Fegefeuer. Die figürliche Ausstattung der Seitenaltäre stammt von dem Bozner Bildhauer Anton Kolb.
Die neugotische Kanzel ist ebenfalls ein Werk des Tischlers Peter Burgi aus Lana. An dem polygonalen Kanzelkorb sind in verschiedenen Feldern die weiß gefassten Büsten Christi und der Heiligen Augustin, Ulrich, Martin und Vigilius. Die Reliefs stammen aus einer spätgotischen Kanzelverkleidung und stellten ursprünglich Christus und die vier Kirchenväter vor. Für die Verwendung an der Möltner Kanzel wurden sie entsprechend umgeschnitzt.
Die Pfarrkirche beherbergt außerdem einen frühgotischen Taufstein, der unmittelbar vor dem linken Seitenaltar aufgestellt wurde. Dieser trägt die Jahreszahl 1556, die auf einen inzwischen verlorengegangenen Deckel verweisen dürfte.
Von besonderem Interesse sind die Freskenreste an der Nord- und Südwand des Langhauses. Diese stammen wohl aus der Entstehungszeit der Kirche und sind daher zumindest im 14. Jahrhundert anzusiedeln. An der Südseite ist lediglich ein Engel, der eine Kerze hält, erkennbar. Dieser könnte Teil einer Marientod-Szene gewesen sein. An der Nordwand sind Reste einer Darstellung des Katharinenmartyriums feststellbar. Diese dürfte aus einer Folge an Einzelszenen zusammengesetzt gewesen sein. Weitere Freskenreste sind möglicherweise durch den Marienaltar verdeckt. Am Außenbau ist in der Südwestecke der romanisch-gotischen Kirche (ohne die barocke Erweiterung) ein Fresko aus der Zeit um 1400 zu sehen, das sich aus Brustbildern des heiligen Christophorus, der Gottesmutter Maria und einer weiteren weiblichen Heiligen zusammensetzt.
Die Orgel aus 1997 mit 21 Registern wurde von Martin Pflüger gefertigt.

## Umgebung

### Friedhof
Die Pfarrkirche Maria Himmelfahrt befindet sich inmitten des ummauerten Friedhofs.

### Kapelle St. Anna am Friedhof

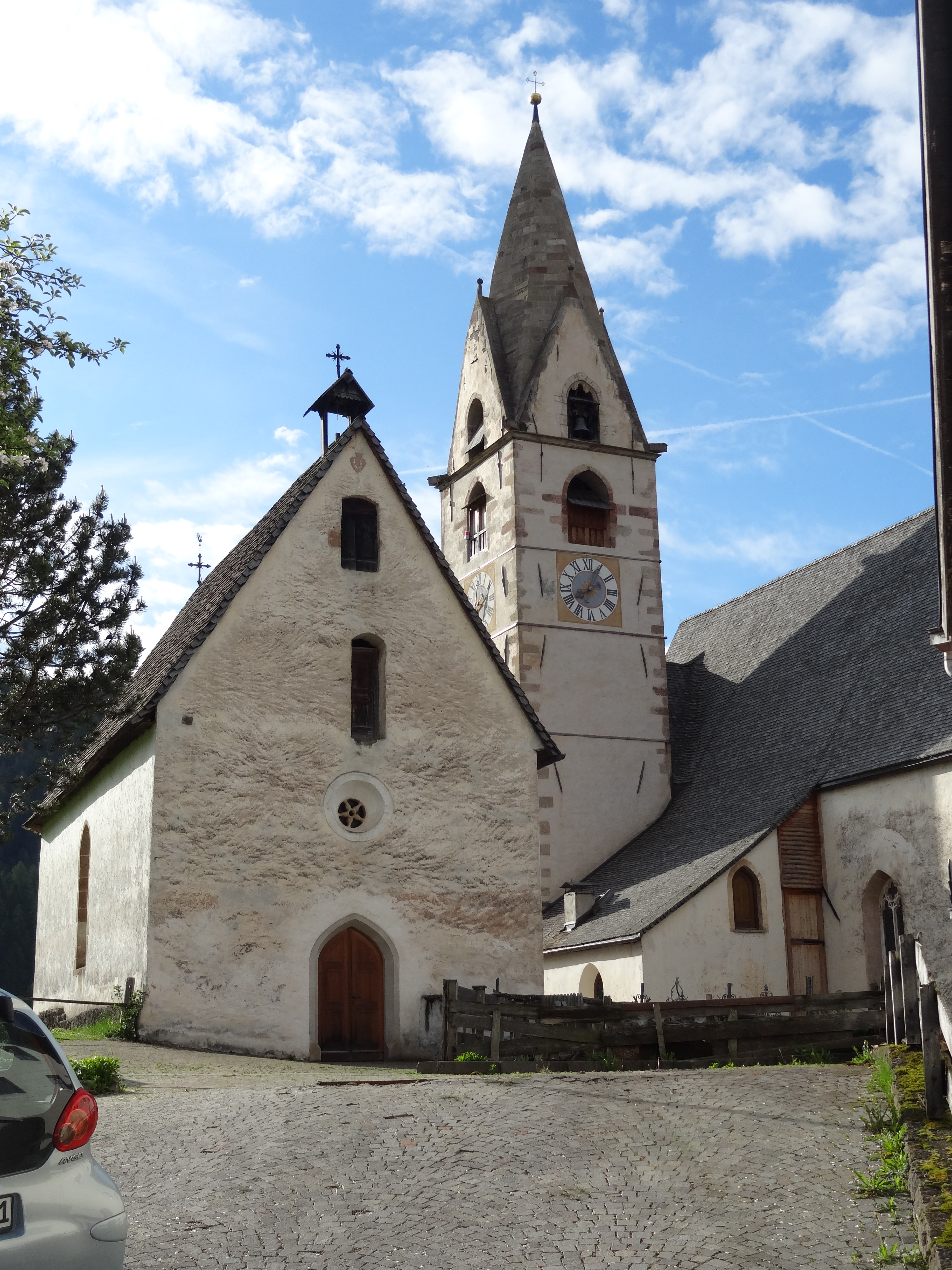
Westfassade der Kapelle St. Anna am Friedhof, im Hintergrund die Pfarrkirche Maria Himmelfahrt

Nördlich der Kirche ist die Kapelle St. Anna am Friedhof, die zugleich als Leichenhaus dient, zu finden. Entgegen der landläufigen Meinung, die Annenkapelle sei älter als die Pfarrkirche, wurde der kleine, holzschindelgedeckte Bau mit Glockenreiter erst in der zweiten Hälfte des 16. Jahrhunderts errichtet. Der Bau umfasst ein zweijochiges Langhaus mit Kreuzgratgewölbe, das sich im polygonalen Chor fortsetzt. Dieser ist nur durch einen runden Chorbogen abgetrennt. Das Gewölbe ruht auf Konsolen mit möglicherweise älteren Neidköpfen. Der fälschlicherweise als romanisch bezeichnete, rundbogige Eingang auf der Südseite des Chorraums ist heute vermauert. Auch die beiden Fensteröffnungen im Chor enden im Rundbogen. Dagegen weisen die beiden Langhausfenster eine leichte Zuspitzung auf und lassen Reste von Maßwerkbögen erkennen. Das spitzbogige Portal der Kapelle, welches sich auf der Westseite befindet, ist mit Rundstabprofil und Hohlkehle versehen. Darüber ist ein Oculus mit Speichen in Balusterform angeordnet, was eindeutig für die Entstehung im 16. Jahrhundert spricht.
Bei einer Neufassung der Raumschale im 17. Jahrhundert wurden Wandgemälde in Secco-Technik angefertigt. Diese sind größtenteils übertüncht, sodass nur Fragmente erkennbar sind, die keine gesamthafte Deutung des Gemäldezyklus zulassen. Im Chorraum sind ein Weihekreuz und Reste einer Anna selbdritt zu sehen. Im Schiff ist rechts des Portals ein Totengerippe dargestellt, das die Vergänglichkeit irdischen Lebens symbolisiert. Möglicherweise gehört diese Darstellung zu einem Totentanz. Über dem Portal ist ein Salvator mundi unter Renaissance-Architektur zu finden, der bereits mehrmals restauriert wurde.
Der barocke, schwarz und golden gefasste Hochaltar entstand im 17. Jahrhundert. Der Aufbau wird von zwei kannelierten Säulen mit glatten Stümpfen getragen. Dazwischen befindet sich eine Rundbogennische, die eine hochgotische Pietà aus Steinguss enthält, welche aus der Zeit um 1400 stammt und mit der in der Stiftskirche Marienberg vergleichbar ist. Das Vesperbild ist vor dem Hintergrund eines barocken Strahlenkranzes und Gewölks angeordnet. Den oberen Abschluss des Altares bildet ein gesprengter Schweifgiebel, der das Chorgewölbe berührt. Außerdem enthält die Kapelle auf neugotischem Unterbau einen kleinen Renaissance-Flügelaltar, der um 1610 von Ferdinand Greiter geschaffen wurde. Er ist dem in der Kirche St. Jakob auf Langfenn ähnlich. In der niedrigen Predellazone sind zwei schwebende Engel zu sehen, die das Schweißtuch der Veronika präsentieren. Anstelle von Figuren ist an zentraler Position ein Gemälde der Heiligen Quirinus und Nikolaus zu sehen. An den Flügeln sind die Verkündigung des Herrn, die Heimsuchung Mariens, die Geburt Christi und die Anbetung durch die Heiligen Drei Könige dargestellt. Bei geschlossenen Flügeln werden kannelierte Pilaster sichtbar, die den Altaraufbau tragen. An den Flügelaußenseiten sind Bilder der vier Evangelisten zu finden.
In der Kapelle wird auch ein barocker Kanzelkorb in Rechteckform verwahrt, der sich möglicherweise früher in der Pfarrkirche befand. Säulchen auf Konsolen trennen die einzelnen Felder ab, in denen die Evangelisten aufgemalt sind.